# Floridas guvernör
Floridas guvernör (engelska: Governor of Florida) är det högsta offentliga ämbetet och den högste utövaren av verkställande makt i den amerikanska delstaten Floridas delstatsstyre.
Ämbetet är folkvalt och regleras i delstatens konstitution från 1968. Guvernören kan återväljas högst en gång i följd, men i övrigt finns inga begränsningar i antalet möjliga omval. Vid förfall eller vakans i guvernörsämbetet träder Floridas viceguvernör (engelska: Lieutenant Governor of Florida) in i rollen.
Ron DeSantis från det Republikanska partiet är Floridas guvernör sedan 8 januari 2019.

## Historik
USA erhöll Florida från Spanien som följd av Adams-Onísfördraget under 1819 och en militärguvernör, Andrew Jackson, styrde området mellan 10 mars och 31 december 1821, de första månaderna som Florida hörde till USA. 
Floridaterritoriet organiserades 1822. Territoriet hade följande guvernörer: William Duval (1822–1834), John Eaton (1834–1836), Richard K. Call (1836–1839) och (1841–1844), Robert R. Reid (1839–1841) samt John Branch (1844–1845). Florida blev upptagen som en delstat i USA 3 mars 1845. 
Florida utträdde ur USA 1861 och gick med i Amerikas konfedererade stater. Efter amerikanska inbördeskriget ockuperades Florida av nordstaterna och från och med 1868 har Florida haft representation i USA:s kongress igen. Rekonstruktionstiden upphörde slutgiltigt 1877.

## Funktion och roll
För att vara valbar måste en guvernörskandidat vara röstberättigad i delstaten, minst 30 år gammal samt boende där i minst 7 år vid valdagen.
Guvernören är det högsta ämbetet med verkställande makt (engelska: supreme executive authority) i delstatsstyret. Konstitutionen ger guvernören en rad uttryckliga befogenheter som att:
- utse delstatens departementschefer och andra ämbetsmän (om specifik konstitutionell eller lagstadgad ordning saknas);[4][5]
- sammankalla Floridas lagstiftande församling till extra session samt kan avsluta en session om de båda kamrarna är oense om när så ska ske;[4][5]
- vara delstatens högste förvaltningschef (engelska: chief administrative officer) som utarbetar och föreslår delstatens budget;[4][5]
- inleda juridiska sanktioner i delstatens namn mot ämbetsmän som vägrar genomföra förpliktelser;[4][5]
- kan ges juridisk rådgivning av ledamöterna i Floridas högsta domstol om sin ämbetsutövning;[4][5]
- promulgera lagförslag och har möjlighet att lägga in veto (även för enskilda stycken i lagförslag), vetot kan upphävas med 2/3 dels majoritet i båda kamrar;[4][5]
- högste befälhavare för delstatens nationalgarde (i delstatlig tjänst) och ansvarar för att upprätthålla lag och ordning;[4]
- bevilja nåd gentemot personer dömda i delstatens domstolar, dock inte gentemot personer dömda för förräderi. Personer dömda för förräderi kan på guvernörens förslag benådas av den lagstiftande församlingen.[4][5]

Delstatens konstitutionen stadgar att dess huvudstad ska vara Tallahassee, men att guvernören i nödfall genom proklamation kan flytta huvudstaden så länge som faran består.
Guvernören kan ställas inför riksrätt (engelska: impeachment) och avsättas vid fällande dom. Proceduren är närmast identisk med den som finns på federal nivå i USA:s konstitution mot ämbetshavare och domare, med att den lägre kammaren åtalar och den övre kammaren dömer.

## Floridas guvernörer från 1845 och framåt

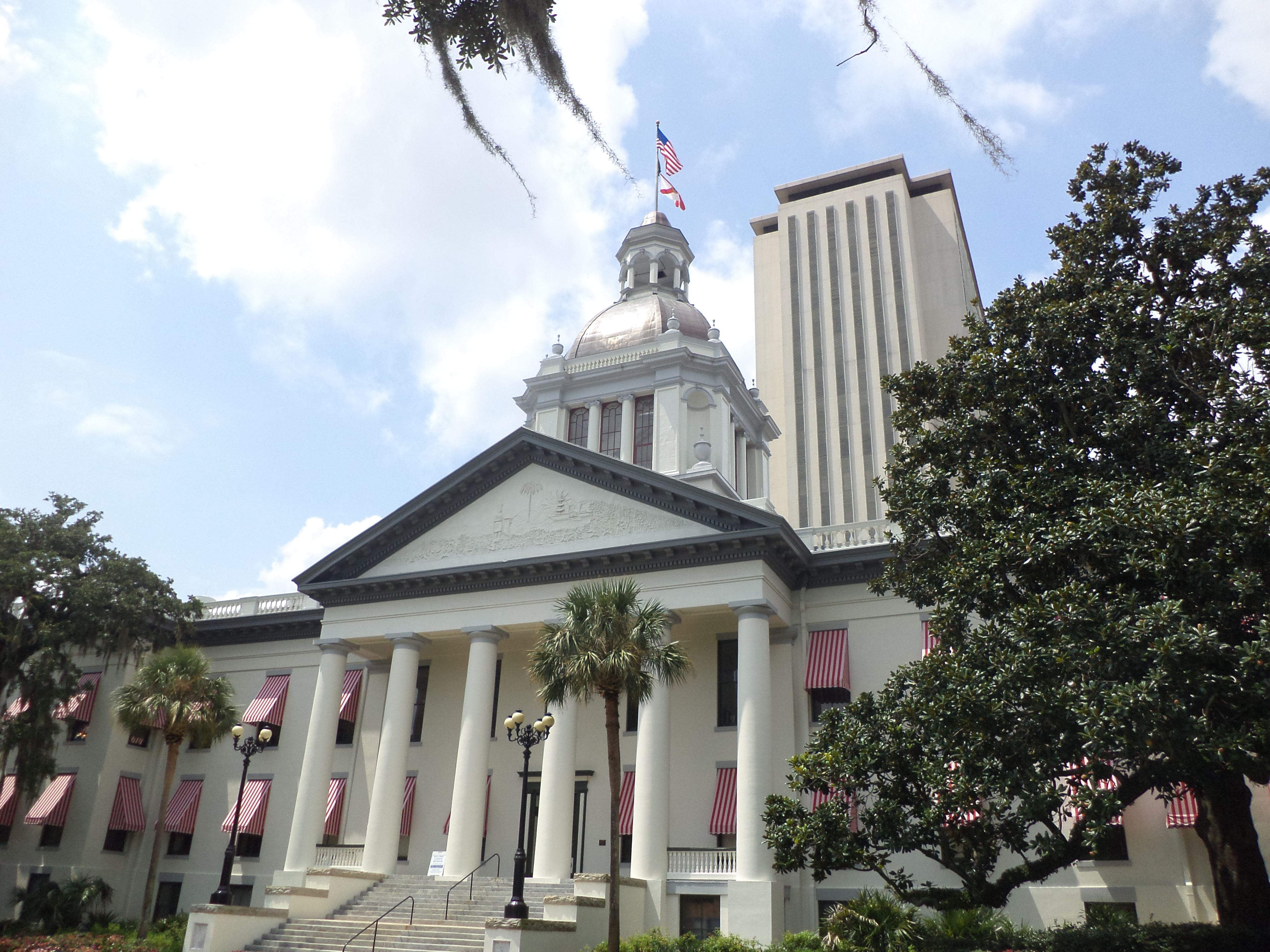
Florida State Capitol i Tallahassee är mötesplats för Floridas lagstiftande församling samt guvernörens kontor.

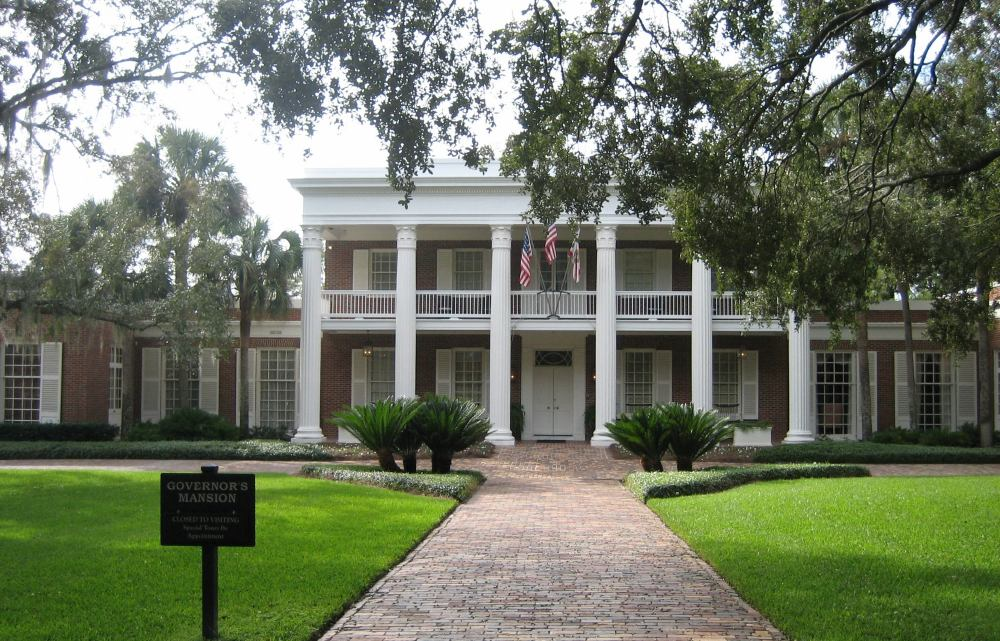
Guvernörsresidenset (Florida Governor's Mansion).

| Nr | Porträtt | Namn                     | Parti          | Tillträde | Avgång   | Not   |
| -- | -------- | ------------------------ | -------------- | --------- | -------- | ----- |
| 1  |          | William Dunn Moseley     | Demokrat       | 1845      | 1849     | [ 7 ] |
| 2  |          | Thomas Brown             | Whig           | 1849      | 1853     | [ 7 ] |
| 3  |          | James E. Broome          | Demokrat       | 1853      | 1857     | [ 7 ] |
| 4  |          | Madison S. Perry         | Demokrat       | 1857      | 1861     | [ 7 ] |
| 5  |          | John Milton              | Demokrat       | 1861      | 1865     | [ 7 ] |
| 6  |          | Abraham K. Allison       | Demokrat       | 1865      | 1865     | [ 7 ] |
| 7  |          | William Marvin           | -              | 1865      | 1865     | [ 7 ] |
| 8  |          | David S. Walker          | Konservativ    | 1865      | 1868     | [ 7 ] |
| 9  |          | Harrison Reed            | Republikan     | 1868      | 1873     | [ 7 ] |
| 10 |          | Ossian B. Hart           | Republikan     | 1873      | 1874     | [ 7 ] |
| 11 |          | Marcellus Stearns        | Republikan     | 1874      | 1877     | [ 7 ] |
| 12 |          | George Franklin Drew     | Demokrat       | 1877      | 1881     | [ 7 ] |
| 13 |          | William D. Bloxham       | Demokrat       | 1881      | 1885     | [ 7 ] |
| 14 |          | Edward A. Perry          | Demokrat       | 1885      | 1889     | [ 7 ] |
| 15 |          | Francis P. Fleming       | Demokrat       | 1889      | 1893     | [ 7 ] |
| 16 |          | Henry L. Mitchell        | Demokrat       | 1893      | 1897     | [ 7 ] |
| 17 |          | William D. Bloxham       | Demokrat       | 1897      | 1901     | [ 7 ] |
| 18 |          | William Sherman Jennings | Demokrat       | 1901      | 1905     | [ 7 ] |
| 19 |          | Napoleon B. Broward      | Demokrat       | 1905      | 1909     | [ 7 ] |
| 20 |          | Albert W. Gilchrist      | Demokrat       | 1909      | 1913     | [ 7 ] |
| 21 |          | Park Trammell            | Demokrat       | 1913      | 1917     | [ 7 ] |
| 22 |          | Sidney Johnston Catts    | Prohibitionist | 1917      | 1921     | [ 7 ] |
| 23 |          | Cary A. Hardee           | Demokrat       | 1921      | 1925     | [ 7 ] |
| 24 |          | John W. Martin           | Demokrat       | 1925      | 1929     | [ 7 ] |
| 25 |          | Doyle E. Carlton         | Demokrat       | 1929      | 1933     | [ 7 ] |
| 26 |          | David Sholtz             | Demokrat       | 1933      | 1937     | [ 7 ] |
| 27 |          | Fred P. Cone             | Demokrat       | 1937      | 1941     | [ 7 ] |
| 28 |          | Spessard Holland         | Demokrat       | 1941      | 1945     | [ 7 ] |
| 29 |          | Millard F. Caldwell      | Demokrat       | 1945      | 1949     | [ 7 ] |
| 30 |          | Fuller Warren            | Demokrat       | 1949      | 1953     | [ 7 ] |
| 31 |          | Daniel T. McCarty        | Demokrat       | 1953      | 1953     | [ 7 ] |
| 32 |          | Charley Eugene Johns     | Demokrat       | 1953      | 1955     | [ 7 ] |
| 33 |          | LeRoy Collins            | Demokrat       | 1955      | 1961     | [ 7 ] |
| 34 |          | C. Farris Bryant         | Demokrat       | 1961      | 1965     | [ 7 ] |
| 35 |          | W. Haydon Burns          | Demokrat       | 1965      | 1967     | [ 7 ] |
| 36 |          | Claude R. Kirk           | Republikan     | 1967      | 1971     | [ 7 ] |
| 37 |          | Reubin Askew             | Demokrat       | 1971      | 1979     | [ 7 ] |
| 38 |          | Bob Graham               | Demokrat       | 1979      | 1987     | [ 7 ] |
| 39 |          | Wayne Mixson             | Demokrat       | 1987      | 1987     | [ 7 ] |
| 40 |          | Bob Martinez             | Republikan     | 1987      | 1991     | [ 7 ] |
| 41 |          | Lawton Chiles            | Demokrat       | 1991      | 1998     | [ 7 ] |
| 42 |          | Buddy MacKay             | Demokrat       | 1998      | 1999     | [ 7 ] |
| 43 |          | Jeb Bush                 | Republikan     | 1999      | 2007     | [ 7 ] |
| 44 |          | Charlie Crist            | Republikan     | 2007      | 2011     | [ 7 ] |
| 45 |          | Rick Scott               | Republikan     | 2011      | 2019     | [ 7 ] |
| 46 |          | Ron DeSantis             | Republikan     | 2019      | sittande | [ 7 ] |